# Emilio Blanchet
Emilio Blanchet y Bitton (1829-1915) fue un escritor cubano.

## Biografía
Nacido el 7 de noviembre de 1829 en Matanzas, era hijo de padres franceses que poseían escasos medios de fortuna. Una carta anónima, drama en dos actos y en verso, fue uno de sus primeros trabajos. Se representó en Matanzas en febrero de 1849. Ese mismo año obtuvo varios premios por el Liceo de la Habana. De 1852 a 1868 fue profesor de latín, francés, historia y literatura en el Colegio La Empresa. En 1860 fue uno de los fundadores del Liceo de Matanzas.
Publicó un Compendio de historia sagrada (1863), además de un Manual de Historia de España desde los tiempos más remotos hasta 1814 (1865) y un Compendio de la Historia de Cuba (1865). De 1865 a 1867 colaboró en La Serenata, periódico económico y satírico en el que escribía también Bachiller y Morales. También escribió en La Aurora y en varias de las principales revistas de La Habana, como la Revista de Cuba, de Cortina. Colaboró también con Ignacio M. de Acosta, cuando se editó El Aguinaldo de Luisa Molina. También colaboró en periódicos de Barcelona y en la revista América de Madrid. Fue autor de historias, poesías, episodios, novelas, dramas, comedias y estudios críticos. En enero de 1865, fue nombrado socio de mérito del Liceo de Matanzas, y en 1866 el Liceo Artístico y Literario de Sancti Spíritus le honraba con el título de socio facultativo.
Su drama El anillo de Isabel Tudor mereció el accésit del Liceo de Matanzas y se estrenó después con éxito en el Teatro Esteban. En ese mismo año de 1866, Blanchet ganaba dos medallas de plata: una con su sátira Esposas de coche y estrado, la otra con su novela histórica La Ambición. Publicó también Versos y Prosa y escribió el cuadro de costumbres La vida en Matanzas, premiado con accésit en 1866, honor que poco antes había obtenido con otro trabajo suyo, el ensayo dramático Entre dos sacrificios. En 1867 publicó Compendio de Historia Antigua y en 1868 e! bosquejo dramático La fruta del cercado ajeno. Las vicisitudes políticas le obligaron en 1869 a salir de Cuba, y emigró a los Estados Unidos y más tarde a Europa. Por sus ideas, netamente favorables a la independencia de Cuba, perdió entonces sus bienes y buena parte de los libros de su biblioteca fue vendida.
En 1872 la Universidad Literaria de Barcelona, de la cual por entonces era alumno Blanchet, le otorgó dos premios: el de Literatura Griega y otro por sus Estudios críticos sobre autores griegos. En 1876 escribió la obra Trozos de literatura francesa y en 1878, la Revista de Cuba publicó su Libro de las Expiaciones y en 1888 se publicó la oda La Libertad. En 1885 publicó Ilusiones y realidades (poesías) y Cuadros y narraciones. Fue autor igualmente de una Colección de poesías orientales históricas y de Espinas de la Experiencia.  Con ocasión del cuarto centenario del descubrimiento de América fue premiado con mención honorífica un trabajo de Blanchet, cuyo lema era «La venté avant tout». En 1900 publicó su monografía histórica Corsarios, contrabandistas y filibusteros y la obra Odas y sátiras. Tenía entonces setenta años de edad. Fue cuando la Secretaría de Instrucción Pública le expidió el título de doctor en Filosofía y Letras, que había cursado veinte y ocho años antes, en la Universidad de Barcelona.
Escribió en 1906 el drama histórico La conjura de Pisón, y fue premiado, ese mismo año, en el certamen de Cuba y América por su trabajo La Vérité toujours. También en 1906, fue representado en Matanzas su drama La verdadera culpable. El Colegio de Abogados de la Habana premió varias de sus obras: el trabajo Domingo del Monte, sus obras y su influencia (1907-1908), un estudio crítico sobre Tácito, y otro sobre la importancia del elemento lírico y dramático en las obras de Avellaneda. En 1909 publicó Episodios. La Academia Nacional de Artes y Letras de la Habana premió con medalla de oro, en 1912, el volumen Vislumbres de poesía. Blanchet formó parte de la Academia de Artes y Letras, de la Academia de la Historia de la Habana y de la Sociedad Colombina Onubense, de Huelva, de la que fue socio honorario de 1892, además de miembro corresponsal de la Academia de Buenas Letras de Sevilla. En 1912 publicó también Historia y fantasía y el folleto La Antigüedad, Roma, y en 1913 un estudio sobre Joaquín Lorenzo Luaces, publicado por la Revista de la Facultad de Letras.
Generalmente publicaba sus trabajos bajo su nombre y apellido, sin embargo usó a veces la firma «Aurelio Berg». Al celebrarse el centenario de Avellaneda, el Comité premió con medalla de oro a Blanchet por la letra del Himno en honor de la poetisa (Marzo de 1914). En 1914 la Asociación de los Estudiantes de Segunda Enseñanza de Matanzas ofreció a Blanchet, profesor del lugar, otra medalla de oro. Uno de los últimos honores que se tributaron en vida a Blanchet fue el título de hijo eminente de Matanzas, concedido en 18 de julio de 1914 por la Administración Municipal de Matanzas. Se colocó una lápida señalando la casa en donde ha nacido. Fallecido el 22 de noviembre de 1915, estuvo con Leonor Blanco, que enviudó. Su mujer conservó varios trabajos inéditos de su esposo: algunas novelas, Hombres útiles (apuntes biográficos); Iturbide, Farragut y Lee (episodios históricos).